# David Cameron
David William Donald Cameron sau Lord Cameron de Chipping Norton (n. 9 octombrie 1966, Greater London, Anglia, Regatul Unit) este un politician britanic, fost prim-ministrul al Regatului Unit și liderul al Partidului Conservator din 2010 până în 2016.
Cameron a studiat filozofie, științe politice și economie la Oxford. S-a alăturat apoi departamentului de cercetare al Partidului Conservator, devenind consultant special al lui Norman Lamont, și apoi al lui Michael Howard.
În 1997 a candidat pentru un post în Parlament, dar nu a fost ales. S-a revanșat în 2001, când a devenit membru al Parlamentului din partea ținutului Witney. A devenit rapid membru marcant al opoziției. La alegerile din 2010, Partidul Conservator a primit cele mai multe voturi, dar nu a avut majoritatea pentru a forma singur guvernul. După demisia lui Gordon Brown, Cameron a fost numit prim-ministru de către Regina Elisabeta a II-a. Pentru alcătuirea unui guvern, Partidul Conservator a format o coaliție cu cel Liberal Democrat.

## Familia
Fiul brokerului de acțiuni Ian Donald Cameron și al soției sale Mary Fleur Mount (fiica lui Sir William Mount), David Cameron s-a născut la Londra, și a crescut la Peasemore în Berkshire. El are un frate, Alec (avocat pledant) și două surori, Tania și Clare.
Tatăl lui s-a născut în Școala Blairmore de lângă Huntly în Scoția. Școala fusese construită de stră-străbunicul său, Alexander Geddes, care făcuse avere din afacerile cu cereale în Chicago și care se întorsese în Scoția în anii 1880. Familia Cameron este originară din regiunea Inverness din Highlandul scoțian.
Strămoșii lui Cameron au derulat activități financiare. Tatăl său, Ian, a fost director al agenției imobiliare John D Wood, și a firmei de brokeraj Panmure Gordon, unde au lucrat și bunicul și străbunicul său. Un alt străbunic, Arthur Francis Levita (fratele lui Sir Cecil Levita), de la firma de brokeraj Panmure Gordon, și stră-străbunicul Sir Ewen Cameron, directorul sucursalei londoneze a Băncii Hongkong și Shanghai, au jucat roluri importante în negocierile purtate de familia Rothschild cu bancherul japonez (devenit ulterior prim-ministru al Japoniei Takahashi Korekiyo privind vânzarea de obligațiuni de război în timpul războiului ruso-japonez. Un alt stră-străbunic, Ewen Allan Cameron, a fost partener senior la Panmure Gordon și a făcut parte din Consiliul Deținătorilor de Obligațiuni Străine, și din Comisie Deținătorilor de Obligațiuni Chinezești (înființată de guvernatorul Băncii Angliei Montagu Norman în noiembrie 1935).

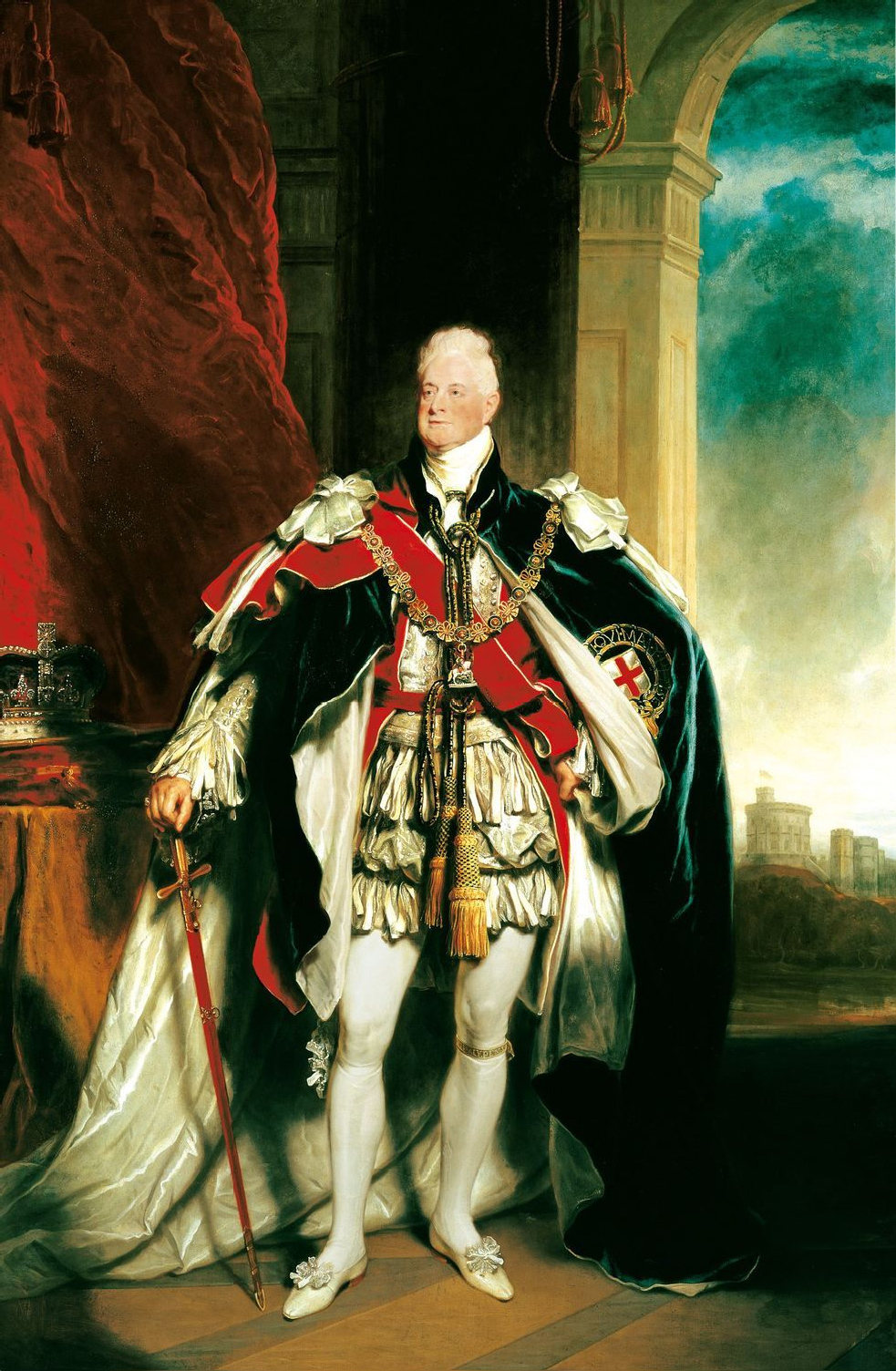
Unul dintre strămoșii lui Cameron: Regele William al IV-lea (1765–1837), unchiul Reginei Victoria

Cameron este descendent direct al regelui William al IV-lea și al amantei acestuia Dorothea Jordan (fiind astfel, văr de gradul al cincilea cu regina Elisabeta a II-a). Ca descendent nelegitim al lui William al IV-lea, Cameron nu face parte din linia de succesiune la tronul britanic. Cameron are astfel origini engleze, scoțiene și germane (prin William al IV-lea).
Cameron este nepotul lui Sir William Dugdale, fost președinte al clubului de fotbal Aston Villa, și este văr cu filmograful Joshua Dugdale din Birmingham.

## Educația
De la șapte ani, Cameron a studiat la școala independentă Heatherdown Preparatory School din Winkfield, în Berkshire, școală absolvită și de Prințul Andrew și Prințul Edward. Cameron a urmat apoi Colegiul Eton, denumit prin tradiție „principala pepinieră a oamenilor politici ai Angliei”. El i-a urmat la această școală fratelui său Alex, cu trei ani mai mare; a fost interesat în principal de artă. În mai 1983, când era adolescent, cu șase săptămâni înainte de a da examenele Ordinary Level, a fost acuzat că a fumat cannabis. Întrucât a recunoscut și nu a fost implicat în traficul de droguri, nu a fost exmatriculat, dar a fost amendat, i-a fost interzisă ieșirea de pe raza școlii, și a primit un „Georgic” (pedeapsă ce implica copierea a 500 de rânduri de text în latină).
Cameron a trecut 12 examene O-level, și apoi a studiat cursuri A-Level de istoria artelor, istorie și economie politică. A obținut trei note 'A' și o notă '1' la examenul de Scholarship Level de economie politică. A rămas apoi să dea examen de admitere la Universitatea Oxford, în toamna următoare. A luat examenul, a dat și un interviu și a primit un loc la colegiul Brasenose, prima sa opțiune.
După ce a plecat de la Eton chiar înainte de Crăciunul anului 1984, Cameron a făcut o pauză de nouă luni înainte de a începe studiile la Oxford. În ianuarie 1985 a lucrat ca cercetător pentru parlamentarul conservator, Tim Rathbone din colegiul electoral Lewes și pentru bunicul său, la biroul parlamentar al primului. A lucrat acolo doar trei luni, dar în acest răstimp a urmărit pe viu dezbaterile din Camera Comunelor. Prin tatăl său, s-a angajat pentru încă trei luni la Hong Kong la Jardine Matheson ca ship jumper, post administrativ pentru care nu se cerea experiență profesională.
Întors de la Hong Kong, a vizitat Moscova și o plajă din Ialta în URSS, fiind abordat de doi ruși care vorbeau fluent engleza. Unul din profesorii săi avea să-i spună mai târziu lui Cameron că aceea fusese „categoric o tentativă” a KGB-ului de a-l recruta.
Cameron a studiat apoi la colegiul Brasenose de la Universitatea Oxford, unde a urmat cursuri de PPE (Filosofie, Politică și Economie). Tutorele său de la Oxford, profesorul Vernon Bogdanor, l-a descris ca fiind „unul dintre cei mai capabili” studenți pe care i-a avut, cu convingeri politice „conservatoare moderate și sensibile”. În 2006, însă, când a comentat ideile fostului său elev despre un „bill of rights” care să înlocuiască Legea Drepturilor Omului, profesorul Bogdanor, el însuși Liberal Democrat, a spus: „Cred că este foarte confuz. I-am citit discursul și este plin de incoerențe. Sunt câteva lucruri bune în el, dar ele doar se întrevăd printr-o pâclă de contradicții”.
La Oxford, Cameron a fost căpitanul echipei de tenis a colegiului Brasenose College. A fost membru al student dining society de la Bullingdon Club, grupare cunoscută pentru cultivarea consumului de alcool combinat cu comportamente turbulente și acte de vandalism. În 2007 a apărut o fotografie ce-l înfățișa pe Cameron în frac împreună cu alți membri ai clubului, inclusiv Boris Johnson, dar aceasta a fost retrasă apoi de la publicare de deținătorul drepturilor de autor. Perioada lui Cameron la Bullingdon Club este analizată în documentarul dramatic When Boris Met Dave difuzat în premieră de Channel 4 la 7 octombrie 2009. El a făcut parte și din Octagon Club, o altă grupare studențească. Cameron a absolvit în 1988 cu o diplomă first class honours. Cameron ține în continuare legătura cu mulți dintre foștii colegi de facultate de la Oxford, inclusiv cu Boris Johnson și cu prietenul său de familie preotul James Hand.

## Cariera politică

### Conservative Research Department
După absolvire, Cameron a lucrat pentru Conservative Research Department între 1988 și 1993. În 1991, Cameron a fost la Downing Street pentru a-l pregăti pe premierul John Major pentru sesiunea de interpelări. Un ziar l-a creditat pe Cameron pentru răspunsurile „mai ascuțite” ale lui Major din Cameră, printre care evidențierea de către Major a unor exprimări ambigue ale lui Tony Blair (pe atunci purtător de cuvânt pe teme de forță de muncă al Partidului Laburist) despre efectul unui salariu minim la nivel național. A devenit șeful secțiunii politice din cadrul Conservative Research Department, iar în august 1991 a fost sfătuit să o urmeze pe Judith Chaplin ca Secretar Politic al Primului Ministru.
Cameron nu a reușit să primească postul, acesta fiindu-i acordat lui Jonathan Hill în martie 1992. Cameron a primit responsabilitatea de a-l pregăti pe John Major pentru conferințele de presă din timpul campaniei pentru alegerile generale din 1992. În timpul campaniei, Cameron a fost unul dintre tinerii din Brat pack, grup de strategi de partid care munceau între 12 și 20 de ore pe zi, dormind în locuința lui Alan Duncan din Gayfere Street, Westminster, care a fost sediul de campanie al lui Major în timpul campaniei pentru realegere ca lider al conservatorilor. Cameron a condus secțiunea economică; lucrând la această campanie, Cameron a colaborat pentru prima oară mai îndeaproape cu Steve Hilton, care avea să devină director de strategii în timpul șefiei partidului. Presiunile acestei perioade când s-a trezit în fiecare dimineață la 4:45 l-a făcut pe Cameron să hotărască să renunțe la politică în favoarea jurnalismului.

### Consilier special
Succesul neașteptat al conservatorilor la alegerile din 1992 l-au făcut pe Cameron să le răspundă vechilor membri de partid care îi criticaseră pe el și pe colegii săi. El ar fi spus în ziua de după alegeri, „orice ar spune lumea despre noi, am făcut campania bine”, și că i-au ascultat pe activiștii de pe teren mai mult decât au ascultat vocile din presă. El a dezvăluit că i-a trimis pe alți membri ai echipei să transmită mesaje ironice înspre Transport House, fostul sediu al laburiștilor. Cameron a fost răsplătit cu o promovare în funcția de consilier special al Ministrului de Finanțe, Norman Lamont.
Cameron lucra pentru Lamont când a venit Black Wednesday, zi în care presiunea speculanților de pe piața monetară au făcut ca lira sterlină să fie scoasă în afara European Exchange Rate Mechanism. Cameron, un necunoscut în ochii publicului la vremea aceea, a apărut lângă Lamont în reportajele de știri când acesta a anunțat în acea seară ieșirea din European Exchange Rate Mechanism. La conferința Partidului Conservator din octombrie 1992, Cameron a avut dificultăți în a încerca să aranjeze pregătirea participanților la dezbaterea economică; el a trebuit să recurgă la sistemul de televiziune cu circuit închis pentru a o ruga pe inițiatoarea moțiunii, Patricia Morris, să-l contacteze. În acea lună, Cameron s-a alăturat unei delegații de consilieri speciali care au vizitat Germania pentru a întări relațiile cu Uniunea Creștin Democrată din această țară.
Șeful lui Cameron, Norman Lamont, a pierdut mult din popularitate împreună cu John Major după Black Wednesday. În bugetul pe 1993, a trebuit să se mărească taxele, iar Cameron a transmis opțiunile prezentate de Lamont Biroului Central Conservator pentru evaluarea acceptabilității lor politice. Nepopularitatea lui Lamont nu l-a afectat, însa, neapărat pe Cameron: el era considerat un potențial candidat-kamikaze pentru alegerile parțiale din Newbury, alegeri desfășurate și în zona în care a crescut. Cameron nu a candidat, însă.
La alegerile parțiale, Lamont a fost întrebat dacă regretă cel mai mult că a declarat că vede „firele verzi ale revenirii”  sau că a recunoscut că a „cântat în baie” de bucurie că a ieșit din ERM. El a răspuns Je ne regrette rien. Cameron a fost identificat de un ziarist ca fiind cel care a inspirat această gafă; S-a speculat că înfrângerea conservatorilor la Newbury l-ar fi costat pe Cameron șansa de a deveni el însuși Ministru de Finanțe (deși, nefiind parlamentar, nu ar fi putut ocupa acest post în Guvern). Lamont a fost demis la sfârșitul lui mai 1993, iar Cameron a primit responsabilitatea de a da presei o declarație de justificare.

### Home Office
După demiterea lui Lamont, Cameron nu a mai rămas la Finanțe mai mult de o lună, fiind recrutat de Ministrul de Interne Michael Howard. S-a relatat mai târziu că mulți dintre cei de la Finanțe ar fi vrut ca Cameron să rămână. La începutul lui septembrie 1993, Cameron a cerut Biroului Central al Partidului Conservator să-l treacă pe lista candidaților pentru alegerile legislative.
După cum declara Derek Lewis, pe atunci Director-General al Serviciului de Penitenciare al Majestății Sale, Cameron i-a arătat o listă de propuneri ale lui Howard și ale soției acestuia, Sandra. Lewis a spus că pe lista Sandrei Howard apăreau propuneri de reducere a calității hranei oferite deținuților, deși Sandra Howard a negat aceasta. Lewis a declarat despre Cameron că nu era mulțumit de listă. În apărarea Sandrei Howard, ziaristul Bruce Anderson a insistat că aceasta nu a făcut o asemenea propunere, scriind că Cameron propusese o definiție mult mai scurtă pentru nivelul de calitate al alimentației deținuților, definiție ce se centra pe formularea „regim alimentar echilibrat”, și că Lewis i-a mulțumit în scris lui Cameron pentru o contribuție de valoare.
În perioada cât a lucrat pentru Howard, Cameron a ținut adesea conferințe de presă. În martie 1994, presa a aflat o informație conform căreia Partidul Laburist ar fi cerut o întâlnire cu John Major pentru a ajunge la un consens privind Legea de Prevenire a Terorismului. După ce investigațiile nu au arătat cine este de vină pentru scurgerea de informații, parlamentarul laburist Peter Mandelson i-a cerut asigurări lui Howard că nu Cameron era cel responsabil, iar Howard l-a asigurat că nu era de vină. Un membru civil al Home Office a observat influența consilierilor speciali ai lui Howard declarând că foștii miniștri "urmăreau dovezile concrete înainte de a lua o decizie. Howard doar stă de vorbă la sediul partidului cu niște tineri domni educați la școli publice”.

### Carlton
În iulie 1994, Cameron a demisionat din funcția de consilier special pentru a lucra ca director de afaceri corporative la Carlton Communications. Carlton, care în 1991 câștigase franciza emisiei ITV de luni până vineri pentru Londra, era o companie media în creștere care avea și ramuri producătoare de filme. În 1997 Cameron s-a ocupat de promovarea companiei pe piața televiziunii digitale terestre, pentru care s-a asociat cu Granada television și cu BSkyB, formând împreună British Digital Broadcasting. În 1998, într-o discuție privind viitorul televiziunii, el a criticat efectele suprapunerii diferitelor instituții de reglementare asupra industriei.
Consorțiul Carlton a câștigat licența de emisie digitală terestră dar compania rezultată a întâmpinat dificultăți la a atrage abonați. În 1999, ziarul Express on Sunday a susținut că Cameron a alterat un articol publicat de acest ziar, în care inițial se dădea numărul corect de abonați, deoarece dorea ca numerele să pară mai mari decât cele așteptate. Cameron a demisionat din funcție în februarie 2001 pentru a candida pentru Parlament, deși a rămas pe statele de plată ale firmei în calitate de consultant.

### Candidaturile pentru Parlament
După ce i-a fost aprobată candidatura, Cameron a început să caute un colegiu. S-a scris că la primele alegeri ar fi pierdut selecția pentru Ashford în decembrie 1994 pentru că trenul cu care mergea la ședința de stabilire a candidaților a avut întârziere. Încă din 1996, el fusese desemnat drept candidat în colegiul Stafford, un colegiu înființat în urma modificării delimitării colegiilor și care se presupunea că este majoritar conservator. La conferința din 1996 a Partidului Conservator, Cameron a cerut ca reducerile de impozite din bugetul pe anul următor să fie direcționate spre cei cu salarii mici și înspre „micile afaceri pentru care proprietarii au scos bani din propriile buzunare pentru a le ține în funcțiune”. El a declarat și că partidul „trebuie să se mândrească cu politica sa fiscală dar că oamenilor trebuie să li se amintească aceste realizări ... Este timpul să ne întoarcem la programul nostru de reduceri de impozite. Premierii socialiști din Europa l-au susținut pe Tony Blair pentru că vor un pisoi federal și nu un leu britanic”.
Când și-a scris discursul de la finalul campaniei, Cameron s-a opus aderării la moneda unică europeană, și s-a angajat să nu o susțină. Aceasta era o distanțare de politica oficială a conservatorilor, dar alți aproximativ 200 de candidați au făcut declarații similare. Altfel, Cameron a rămas apropiat de linia partidului. În campanie, el a susținut că un guvern laburist va lua măsuri ce vor crește prețul unui pint de pere cu 24 pence; candidatul laburist David Kidney, pe de altă parte, l-a descris pe Cameron ca fiind „un Tory (conservator) de dreapta”. În colegiul Stafford, cetățenii și-au schimbat votul, ca și în toată țara, iar mandatul de parlamentar a fost obținut de laburiști: David Kidney a obținut un avans de 4.314 de voturi.
În runda de selecție a candidaților dinaintea alegerilor generale din 2001, Cameron a încercat din nou să obțină un colegiu eligibil. A încercat să obțină candidatura în colegiul Kensington and Chelsea după moartea lui Alan Clark, dar nu a ajuns nici pe lista scurtă de posibili candidați.
Apoi a încercat la colegiul Wealden, a ajuns în ultimii doi dar a pierdut candidatura în martie 2000, înfrângere pusă de Samantha Cameron pe seama lipsei sale de spontaneitate în discurs.
La 4 aprilie 2000, Cameron a fost ales drept posibil candidat pentru colegiul Witney din Oxfordshire. Acesta era un colegiu considerat sigur de conservatori, și câștigat în mod repetat în trecut, dar parlamentarul titular Shaun Woodward (care lucrase cu Cameron în campania pentru alegerile din 1992) trecuse la Partidul Laburist; ziarele au scris că Cameron și Woodward „nu se puteau suporta”, deși biografii Francis Elliott și James Hanning au descris relațiile dintre ei ca fiind „în termeni relativ amicali”. Cameron a depus mult efort în a-și apropia alegătorii din colegiu, apărând în public la diverse evenimente, și atacându-l pe Woodward pentru că s-a răzgândit în ce privește interzicerea vânătorii de vulpi.
Pe timpul campaniei electorale, Cameron a acceptat oferta de a scrie editoriale pentru ediția online a ziarului The Guardian. A câștigat mandatul, atrăgând 1,9% dintre alegătorii inițial pro-laburiști și cu o majoritate de 7.973 de voturi.

### Parlamentar
După alegerea în Parlament, a fost membru în Comisia pentru Afaceri Interne a Camerei Comunelor, o numire neaccesibilă de obicei parlamentarilor nou aleși. Cameron a fost cel care a propus ca această Comisie să lanseze o anchetă privind legea stupefiantelor, iar în timpul anchetei, el a cerut să se ia în considerare unele „opțiuni radicale”. Raportul Comisiei a recomandat ca Ecstasy să fie retrogradat de la drog din clasa A de risc la clasa B, precum și mișcarea spre o politică de „reducere a efectelor negative”, mișcare promovată de Cameron.
Cameron a făcut încercări ferme de a-și promova imaginea publică, oferind presei remarci privind subiecte controversate aflate în dezbatere. S-a opus plății de compensații lui Gurbux Singh, care demisionase din funcția de șef al Comisiei pentru Egalitate Rasială după o confruntare cu poliția; și a comentat că în Comisia de Afaceri Interne deliberase timp îndelungat dacă să se folosească sau nu sintagma „piața neagră”. Cu toate acestea, el nu a fost promovat de la nivelul de backbencher când s-a ivit ocazia în iulie 2002; liderul conservator Iain Duncan Smith l-a invitat pe Cameron și pe aliatul său George Osborne pentru a-l pregăti pentru interpelarea Primului Ministru în noiembrie 2002. În săptămâna ce a urmat, Cameron s-a abținut deliberat de la vot când s-a discutat permiterea adopției de copii pentru cuplurile necăsătorite sau de același sex, deși i s-a cerut să voteze contra; abținerea sa a fost observată. Seria lungă de abțineri și voturi de partea Puterii i-au destabilizat autoritatea lui Iain Duncan Smith.
În iunie 2003, Cameron a fost numit ministru în guvernul din umbră al opoziției, ca secund al lui Eric Forth, pe atunci șef în acest guvern din umbră al Camerei Comunelor. El a devenit și vicepreședinte al Partidului Conservator după ce Michael Howard a devenit președinte în luna noiembrie a aceluiași an. În 2004, a fost numit purtător de cuvânt al Opoziției pe teme de administrație publică și guvernare locală, devenind frontbencher, înainte de a fi promovat în guvernul din umbră în iunie ca responsabil pe coordonarea politicilor. Ulterior, el a devenit Secretar de Stat pe educație în rearanjarea cabinetului din umbră avută loc după alegeri.
Din februarie 2002 până în august 2005, a fost director neexecutiv la Urbium PLC, companie care opera lanțul de baruri Tiger Tiger.

### Conducerea Partidului Conservator

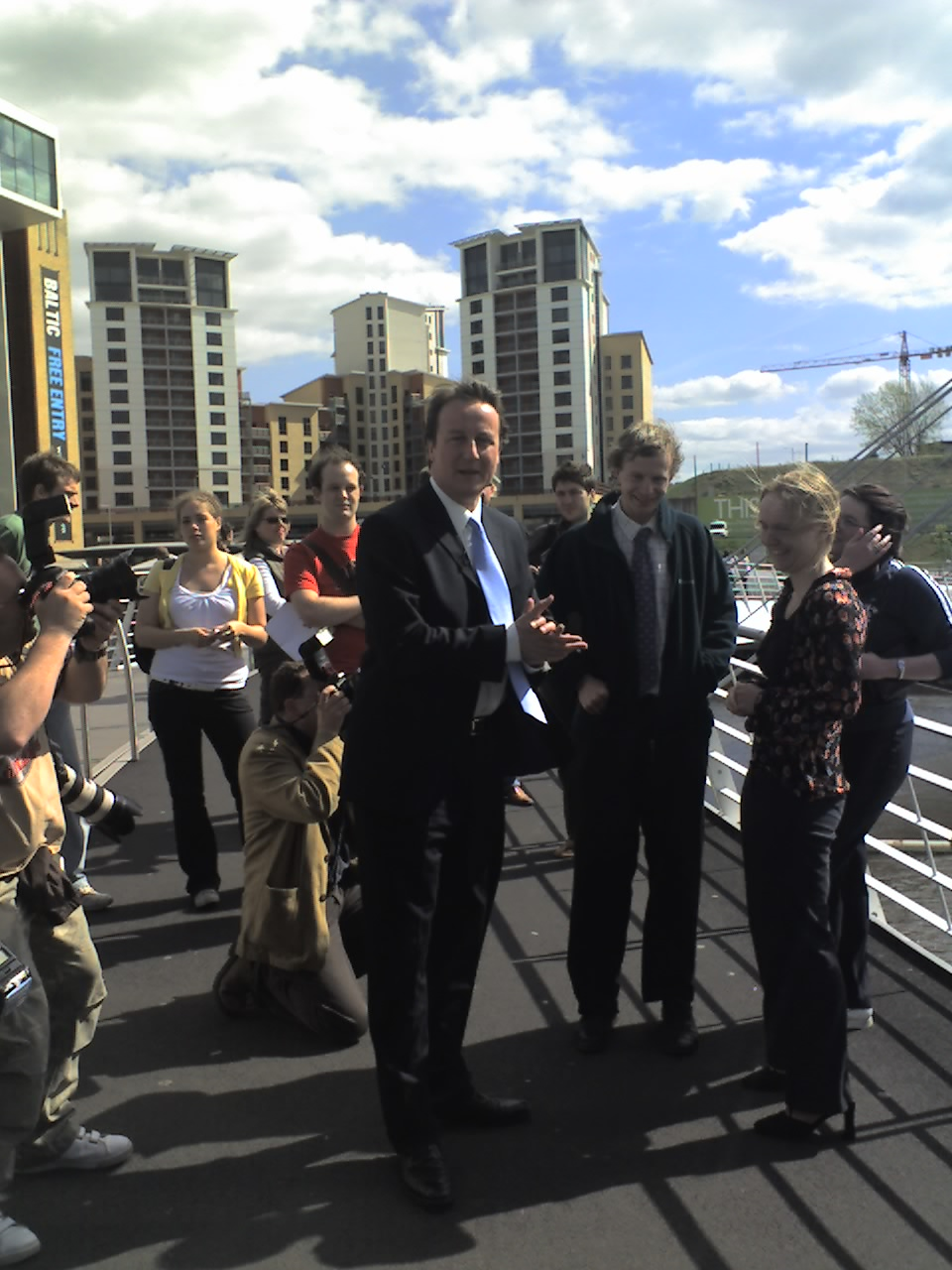
David Cameron în campanie pentru alegerile locale din 2006 la Newcastle upon Tyne

### Alegerile din partid
După victoria laburiștilor din alegerile generale din mai 2005, Michael Howard și-a anunțat demisia din funcția de lider al Partidului Conservator.
Cameron și-a anunțat oficial candidatura pentru acest post la 29 septembrie 2005. Printre colegii săi parlamentari care l-au susținut de la început s-au numărat Boris Johnson, Ministrul Finanțelor în guvernul din umbră George Osborne, și vicepreședintele partidului, pe atunci Ministru al Apărării în guvernul din umbră Michael Ancram, Oliver Letwin și fostul lider de partid William Hague. În pofida acesteia, campania sa nu a câștigat susținere semnificativă înainte de Conferința Partidului Conservator din 2005. Discursul său, ținut fără notițe, s-a dovedit a fi un important punct de cotitură. În acesta, el a jurat că-i va face pe oameni „să aibă din nou sentimente mai bune față de conservatori” și a spus că dorește „trecerea la o generație cu totul nouă”.
În primul vot al parlamentarilor conservatori ținut la 18 octombrie 2005, Cameron a ieșit al doilea, cu 56 de voturi, puțin mai multe decât se aștepta; David Davis avea doar 62 de voturi, mai puține decât se aștepta; Liam Fox a ieșit al treilea cu 42 de voturi și Kenneth Clarke a fost eliminat, totalizând doar 38 de voturi. În al doilea tur de scrutin, desfășurat la 20 octombrie 2005, Cameron a ieșit primul cu 90 de voturi, devansându-l pe David Davis care avea 57, iar Liam Fox fiind eliminat, cu doar 51 de voturi. Toți cei 198 de parlamentari conservatori au votat la ambele tururi.
Următoarea etapă a procesului electoral intern al conservatorilor, între Davis și Cameron, a fost un vot deschis tuturor membrilor de partid. Cameron a fost ales cu peste dublul voturilor primite de Davis și peste jumătate dintre voturile posibile; Cameron a obținut 134.446 de voturi, cu o prezență la vot de 78%, față de cele doar 64.398 de voturi ale lui Davis. Deși Davis era inițial favorit, candidatura lui Davis a fost compromisă de un discurs dezamăgitor ținut la conferință, în vreme ce discursul lui Cameron a fost bine primit. Alegerea lui Cameron ca Lider al Partidului Conservator și ca Lider al Opoziției a fost anunțată la 6 decembrie 2005. Conform tradiției, când un lider al Opoziției nu este membru, el devine automat membru al Privy Council; așa a fost cazul cu Cameron, care a fost aprobat ca membru la 14 decembrie 2005, și a depus jurământul la 8 martie 2006.
Apariția lui Cameron pe coperta revistei Time în septembrie 2008 l-a prezentat, așa cum arată Daily Mail, ca „aspirant la funcția de Prim-Ministru”.

### Reacții la victoria lui Cameron
Vârsta relativ fragedă a lui Cameron și lipsa sa de experiență din momentul alegerii ca lider au determinat presa și unii comentatori să-l compare cu Tony Blair. Revista Private Eye a publicat pe coperta unui număr o fotografie cu ambii lideri, împreună cu textul „primul transplant de față reușit din lume”. Din partea publicațiilor de stânga, New Statesman a comparat, cu comentarii negative, „noul stil de politică” al lui Cameron cu primii ani ai lui Tony Blair la conducere. Cameron a fost acuzat că acordă atenție excesivă imaginii, ITV News difuzând imagini de la Conferința Partidului Conservator din 2006 din Bournemouth în care el apărea purtând patru ținute diferite în doar câteva ore. Într-un comunicat politic al Partidului Laburist, Cameron a fost caracterizat drept Dave Cameleonul, care poate să-și schimbe mesajul pentru a se adapta așteptărilor publicului. Cameron a declarat apoi despre acea eminiune că este „clipul preferat” al fiicei lui. De asemenea, realizatorul de emisiuni de comedie Charlie Brooker l-a descris în editorialul său din The Guardian ca fiind „asemenea unui ou de Paști gol, dar fără dulciuri înăuntru”.
Dinspre dreapta, fostul președinte al Partidului Conservator Norman Tebbit l-a asemuit pe Cameron cu Pol Pot, „el are intenția de a elimina chiar și amintirea thatcherismului înainte de a construi Noul Partid Modern Milos, Verde și cu Accepțiune a Globalismului”. Fostul parlamentar conservator Quentin Davies a trecut la laburiști în 26 iunie 2007, etichetându-l pe Cameron drept „superficial, nedemn de încredere și [cu] o aparentă lipsă a oricărei convingeri clare” și a declarat că David Cameron a transformat misiunea Partidului Conservator într-o „agendă de relații publice”. Editorialistul și scriitorul conservator tradiționalist Peter Hitchens a scris: „dl. Cameron a abandonat și ultima diferență semnificativă între partidul său și stânga de la putere”, acuzându-l de îmbrățișarea liberalismului social și a poreclit partidul condus de acesta „laburiștii albaștri”. Cameron a răspuns făcându-l pe Hitchens „maniac”.
Bloggerul și corespondentul Daily Telegraph Gerald Warner a criticat deosebit de dur conducerea lui Cameron, afirmând că își înstrăinează elementele conservatoare tradiționaliste din rândul partidului.

### Numirile în guvernul din umbră
Printre numirile în guvernul din umbră pe care le-a făcut s-au remarcat parlamentari asociați cu diferite curente de opinie din rândul partidului. Fostul lider William Hague a fost numit la Afaceri Externe, în timp ce atât George Osborne cât și David Davis au fost păstrați, la portofoliile Finanțelor și Internelor. Hague, ajutat de Davis, i-a ținut locul lui Cameron în timpul concediului de paternitate luat în februarie 2006. În iunie 2008, Davis și-a anunțat intenția de a demisiona din Parlament, și a fost imediat înlocuit la portofoliul Internelor din guvernul din umbră de Dominic Grieve, mutare surprinzătoare văzută ca o contestare a schimbărilor introduse sub conducerea lui Cameron.
În ianuarie 2009, s-a făcut o rearanjare a cabinetului din umbră. Principala schimbare a fost numirea fostului Ministru de Finanțe Kenneth Clarke la portofoliul Afacerilor, Întreprinderilor și Reformei Reglementărilor, David Cameron spunând că „după sosirea lui Ken Clarke, avem acum cea mai bună echipă economică.” Rearanjarea a dus la efectuarea a opt alte modificări.
Cameron a comentat astfel problemele colegilor din cabinetul din umbră: „una dintre cele mai dificile componente este gestiunea cadrelor. A înlătura și a introduce oameni în cabinetul din umbră e ceva foarte dificil, dar e ceva ce până la urmă trebuie făcut. Nu trebuie să te ferești de asta.”

### Gruparea parlamentară eurosceptică
În timpul campaniei pentru conducerea Partidului Conservator, Cameron s-a angajat că sub conducerea sa, europarlamentarii partidului se vor retrage din Partidul Popular European, care avea o abordare „federalistă” asupra Uniunii Europene. După ce a fost ales, Cameron a inițiat discuții cu partidele eurosceptice de dreapta din alte țări europene, mai ales din Europa de Est, iar în iulie 2006 a ajuns la un acord cu Partidul Civic Democrat din Cehia, formând Mișcarea pentru Reformă Europeană, înființând grupul europarlamentar al Conservatorilor și Reformiștilor Europeni, după alegerile europarlamentare din 2009.
Cameron a participat la cinematograful Palladium din Varșovia la o întrunire în care s-a sărbătorit înființarea alianței.
La formarea acestui grup, cu un total de 54 de europarlamentari din opt din cele 27 de state membre UE, Cameron s-a îndepărtat de tradiția de două decenii a colaborării cu creștin-democrații de centru-dreapta din Partidul Popular European (PPE), pe motiv că sunt dominați de eurofederaliști și de susținători ai tratatului de la Lisabona. Liderul PPE Wilfried Martens, fost Prim-Ministru al Belgiei, a declarat: „campania lui Cameron a fost aceea de a-și duce partidul spre centru în orice direcție politică, cu o singură excepție: Europa. ... Nu-i înțeleg tactica. Merkel și Sarkozy nu-i vor accepta niciodată euroscepticismul.” Publicația de stânga New Statesman a relatat că administrația americană are „îngrijorări în ce-l privește pe Cameron în rândurile membrilor de rang înalt” și l-a citat pe David Rothkopf care declara că problema „îl face pe Cameron o alegere și mai dubioasă ca viitor Prim-Ministru al Regatului Unit decât era înainte, dacă va obține acest post, cineva cu care administrația Obama trebuie să aibă multă grijă”.

### Alegerile generale din 2010
La alegerile generale din 6 mai 2010, Cameron a condus conservatorii spre cel mai bun rezultat al lor de după alegerile din 1992 (ultima victorie a conservatorilor), obținând cel mai mare număr de locuri (306), cu 20 de locuri mai puțin decât aveau nevoie pentru a câștiga o majoritate. Aceasta a avut ca rezultat prima legislatură fără majoritate din 1974. Discuțiile purtate de Cameron cu liderul Liberal-Democrat Nick Clegg a dus la o coaliție între cele două partide, ce i-a permis reginei Elisabeta a II-a să-l invite pe Cameron să formeze guvernul.

### Prim-Ministru
La 11 mai 2010, după demisia lui Gordon Brown din funcția de Prim-Ministru și la recomandarea acestuia, regina Elisabeta a II-a l-a invitat pe Cameron să formeze un nou guvern. La 43 de ani, Cameron a devenit cel mai tânăr Premier britanic de la Lord Liverpool, care fusese numit în 1812. În primul său discurs ținut în 10 Downing Street, el a anunțat intenția de a forma împreună cu Liberalii Democrați un guvern de coaliție, primul de la Al Doilea Război Mondial. Cameron a subliniat felul în care intenționa să lase deoparte „diferențele de partid și să muncim împreună pentru binele comun și pentru interesul național”. Ca una dintre primele sale mișcări, Cameron l-a numit pe Nick Clegg, liderul Liberalilor Democrați, ca vice-prim-ministru. Împreună, Conservatorii și Liberalii Democrați controlează 363 de locuri în Camera Comunelor, cu o majoritate de 76 de locuri.

### Ministru de Externe
În 2023 a devenit ministru de externe în guvernul Rishi Sunak.